# Маратон (окръг, Уисконсин)
Вижте пояснителната страница за други значения на Маратон.
Окръг Маратон (на английски: Marathon County) е окръг в щата Уисконсин, Съединени американски щати. Площта му е 4082 km², а населението - 166 428 души (1 април 2020). Административен център е град Уосо.